# Roderick Barclay
Sir Roderick Edward Barclay (Kōbe, 2 febbraio 1909 – 24 ottobre 1996) è stato un diplomatico e banchiere inglese.

## Biografia
Era il figlio di Joseph Gurney Barclay, un missionario anglicano evangelico, e della sua prima moglie, Gillian Mary Birkbeck, morta di parto. Suo padre si risposò poi con Gwendoline Watney, una delle prime donne laureate in sociologia. Il suo fratellastro era il missionario anglicano evangelico Oliver Barclay. Frequentò la Harrow School e il Trinity College (Cambridge).

## Carriera
Entrò nel servizio diplomatico nel 1932 e lavorò nelle ambasciate inglesi a Bruxelles, Parigi, Washington e presso il Foreign Office britannico a capo della direzione del personale. 
Fu vice-sottosegretario di Stato presso il Foreign Office (1951-1953). Fu ambasciatore in Danimarca (1956-1960), quindi restituito al Ministero degli Esteri, con il rango di vice-sottosegretario, come consigliere per Europeo per il commercio e le relazioni della nuova costituzione europea del libero scambio (1960-1963).
Fu ambasciatore in Belgio (1963-1969). Nel 1965, in occasione della celebrazione del 150º anniversario della battaglia di Waterloo piantò un albero nel Bois de la Cambre sul prato dove i soldati inglesi avevano giocato a cricket, alla vigilia della battaglia.
Si ritirò dal servizio diplomatico nel 1969 e divenne un direttore di un'unità della banca di famiglia, Barclays Bank SA in Francia (1969-1979) (Presidente 1970-1974), della Barclays Bank International (1971-1977), e della Banque de Bruxelles (1971-1977). Era anche un direttore non esecutivo di Slough Estates (1969-1984).

## Matrimonio
Nel 1934 sposò Jean Gladstone (?-1996), figlia di Hugh Steuart Gladstone e di Cecil Emily Talbot, una pronipote di Charles Chetwynd-Talbot, II conte Talbot. Ebbero quattro figli tra cui Davina Cecil Barclay, che sposò Hugh Cairns, visconte Garmoyle.